# East Linga

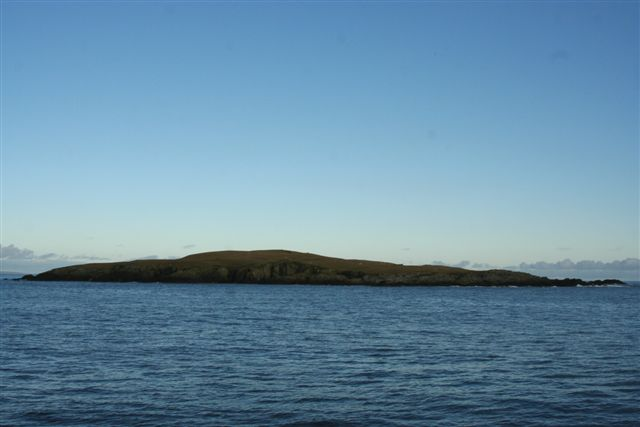
Blick von Süden auf East Linga

East Linga ist eine Insel, die im Osten der zu Schottland zählenden Shetlands liegt.

## Geographie
East Linga kommt auf eine Höhe von 27 Metern. Es gehört zu einer Gruppe von unbewohnten Inseln, die vor der östlichen Küste der Insel Whalsay in der Nordsee liegen. Die räumlich nächste von ihnen ist Calf of Linga im Nordosten, weitere sind Grif Skerry im Osten sowie Isbister Holm, Mooa und Nista im Nordwesten. Whalsay liegt etwa neun Kilometer entfernt.
West Linga liegt auf der gegenüberliegenden Seite von Whalsay im Westen.

## Historisches
Im Rahmen der historischen Gliederung Schottlands in Civil Parishes zählt East Linga zu Nesting.